# 指裂梅花草
指裂梅花草（学名：Parnassia cooperi），为卫矛科梅花草属下的一个植物种。